# Model Behavior
«Достойное поведение» (англ. Model Behavior) — шестая серия первого сезона американского телесериала «90210: Новое поколение», премьера которого состоялась 30 сентября 2008 года (вторник). Режиссёр — Дж. Миллер Тобин по сценарию Джейсона Нинга, на основе персонажей, созданных Дарреном Старом. Автор идеи — Роб Томас, создатель успешного сериала «Вероника Марс».
Премьера эпизода в России состоялась 9 февраля 2010 года на канале Муз-ТВ.

## Сюжет
Келли, Бренда, Райан и Гарри волнуются за Адрианну, хотя девушка отрицает, что она употребляет наркотики. Мать девушки, Констанс, грозится подать в суд на дирекцию школы за клевету. В школе все в восторге от выступления Тая и Энни. Юноша хочет объясниться с Энни, но девушка даже не желает слушать его. Наоми собирается на ужин с отцом и его любовницей Гейл МакКинни. Босс Дэбби, Антонио, позволяет ей заняться съёмками показа мод для журнала «Nylon Magazine». Навид переживает, что стал «третьим колесом» для Диксона и Сильвер. Звонок Бренде от Дилана вмешивается в планы Келли и Райана. Райан просит Энни взять Адрианну в качестве помощницы на фото-съёмку у Дэбби. Келли говорит Райану, что ещё не всё прояснилось между ней и Диланом, и даёт молодому человеку понять, что сейчас романтические отношения между ними невозможны. После разговора Райан сеет сомнение в душе Келли, спросив у неё, почему Дилан звонил Бренде, а не ей. Диксон, Сильвер и Навид решают поехать на показ мод.
Наоми уговаривает Трейси поехать на показ, куда она планирует привести своего отца — по мнению Наоми, новая встреча должна разжечь страсть между её родителями. На фото-сессии Сильвер знакомится с агентом Томом Марино, который говорит девушке, что она рождена, чтобы быть моделью. Во время ужина с отцом и Гейл, Наоми говорит женщине, что её родители всё ещё спят вместе. Гарри благодарит дочь за то, что она помогает Адрианне справиться с тяжёлыми временами. Наоми хочет понять, любит ли ещё её Итан? Во время показа Энни получает приглашение на пробы и обращает внимание продюсера на Адрианну. В знак благодарности, Адрианна говорит Энни о том, что в ту ночь Тая не было в номере отеля — когда она пришла туда, Тай отправился искать Энни. Перед тем как отправиться на показ вместе с Райаном, Бренда вновь сталкивается с подозрениями Келли о том, что между ней и Диланом всё ещё что-то есть. Бренда говорит подруге, что это не так, и она сама должна наконец расставить все точки над «и» и начать жить полной жизнью.
Разозлённая Энни встречает Райана и Бренду — из их разговора у Адрианны складывается впечатление, что Энни шпионить за ней для своего отца. Райан предлагает подвести Бренду до дома. Услышав непристойно предложение, которой Том сделал Сильвер, Диксон начинает драку, которая стоила начальнику Дэбби контракта с Томом. Однако зная характер Тома, Антонио не увольняет Дэбби. Сильвер благодарит Диксона за то, что он вступился за неё. Навид проводит время в компании трёх очаровательных моделей. Тай появляется на показе, и они с Энни наконец расставляют всё по местам, решив остаться друзьями. Разгневанный Чарльз Кларк даёт понять Наоми, что их с её матерью браку пришёл конец. В этот момент Наоми решает, что больше не может поддерживать видимость благополучия в своей жизни и расстаётся с Итаном. Вернувшись домой, Сильвер видит Келли, которая решает отправиться к Дилану в Вайоминг, чтобы прояснить будущее их семьи. Адрианна покупает наркотики.

## В ролях
| Основной состав: - Шеней Граймс — Энни Уилсон - Тристан Уайлдз — Диксон Уилсон - Анна-Линн Маккорд — Наоми Кларк - Дастин Миллиган — Итан Уорд - Майкл Стэгер — Навид Ширази - Джессика Строуп — Эйрин Сильвер - Райан Эгголд — Райан Меттьюз - Роб Эстес — Гарри Уилсон - Лори Локлин — Дебби Уилсон - Джессика Уолтер — Табита Уилсон | Приглашённые звёзды: - Джессика Лаундс — Адрианна Тэйт-Дункан - Шеннен Доэрти — Бренда Уолш - Дженни Гарт — Келли Тейлор - Адам Грегори — Тай Коллинз - Мэйв Квинлен — Констанс Тэйт-Дункан - Кристина Мур — Трейси Кларк - Джеймс Патрик Стюарт — Чарльз Кларк - Чандра Уэст — Гейл МакКинни - Райли Стюарт Томас — Сэмми - Майкл Пиццирилли — Антонио Гарретт - Майкл Грациадей — Эрик - Дженнифер Хиятт — Студентка-гот - Транк Сэйд — Том Марино - Карина Лог — Рив Конлон - Шантель Виславски — Банафшех - Бретт Гипсон — Мужчина-модель |

## Факты
- Когда Бренда просматривает список контактов, можно заметить несколько интересных имён. Джейсон Нинг — имя сценариста шоу, написавшего сценарий данного эпизода; производственного мастера зовут Алан Симс; Шон Бак — имя монтажёра и Грег Бэйтор — производственный ассистент. Ральфи Рамирес, не работавший над сериалом, но принимавший участие в съёмках фильма 2007 года под названием «Писатели свободы». Полный список имён, появившийся в контактах Бренды:

1. Alan Sims
2. Vernon Evans
3. Marty Grimes
4. Dylan McKay
5. Jason Ning
6. Ralphy Ramirez
7. Jason Welden
8. Sean Buck
9. Greg Bator
10. Curtis Akin

- Джессика Уолтер, играющая Табиту Уилсон, не появляется в этом эпизоде.
- Во время шоу камера на плече Адрианны меняет своё местоположение — с левого на правое плечо.
- Итан говорит: «Это тебе не „Ловушка для родителей“, Наоми. Ты не сможешь примирить их таким способом». (англ. This Isn’t „The Parent Trap“, Naomi. You Can’t Fix Them This Way). «Ловушка для родителей» — название картины 1961 года, а также её ремейка 1998 года с Линдси Лохан в главной роли, о девочках-близняшках, решивших через много лет снова свести вместе своих родителей.
- Ведущие актрисы — Шеней Граймс, Анна-Линн МакКорд и Джессика Строуп — принимали участие в фото-сесси для журнала «Nylon Magazine» в качестве промоакции сериала, и даже попали на обложку журнала.
- Мобильник Бренды показывает номер телефона Дилана — 555-0195.
- Интересно, что название эпизода можно перевести как «достойное поведение», заслуживающее подражания, так и буквально — «поведение модели», девушки или женщины, участвующей в показах мод. Тем самым, авторы иронизируют над капризным и во многом испорченным характером девушек.
- «Они поменялись местами» (англ. Model Behavior) — телевизионный фильм 2000 года, рассказывающей о застенчивой девочке, которая помогла своему отцу с его бизнесом.
- Упоминаемый в эпизоде сайт PerezHilton.com — источник последних сплетен о голливудских знаменитостях, назван так в честь его автора — Перца Хилтона.

## Музыка эпизода
Список композиций, звучавших в эпизоде, опубликован на официальном сайте сериала:
- «Windows» в исполнении N.E.R.D. (Сцена: начало эпизода, пробные съёмки перед шоу).
- «Now» в исполнении Mates Of State (Сцена: мать Наоми мешает Итану и своей дочери).
- «So What» в исполнении P!nk (Сцена: начало шоу; Энни приглашают на кинопробы).
- «Let’s Reggae All Night» в исполнении CSS (Сцена: звучит на вечеринке после шоу).
- «Got You» в исполнении Senor Happy (Сцена: Адрианна и Энии сравнивают матерей).
- «Spiralling» в исполнении Keane (Сцена: Энни ссорится с отцом; прибытие отца Наоми; Райан и Бренда уходят с вечеринки; Диксон бьёт продюсера).
- «Got It Good» в исполнении Jem (Сцена: Диксон ссорится с Сильвер; Навид общается с моделями; Энни и Тай решают быть друзьями).
- «With You» в исполнении Natalie Walker (Сцена: конец эпизода, Келли говорит Сильвер, что планирует навестить Дилана; Адрианна встречается с дилером).

## Критика
В день премьеры в США эпизод посмотрели 3,25 млн зрителей.
Мишелль Зоромски с сайта «IGN» отметила, что создаётся такое впечатление, что «сюжет на этой неделе более продуманный — зрителям не приходится смотреть десять минут, как герои играют в боулинг» По мнению автора, МакКорд всё ещё не убедительная в роли подростка, однако в этом эпизоде «героиня вызывает больше интереса», в то время как зрителям «становится скучно в очередной раз наблюдать за расставанием Наоми и Итана»; персонаж Навида вызывает симпатию, а очередной любовный многоугольник с участием Келли, Бренды, Райана и Дилана не вызывает никаких особых эмоций. Также мисс Зоромски оценила то, что сценаристы больше времени уделили Дэбби — в итоге, Мишелль присвоила эпизоду 6,8 балла из 10 возможных.
Дженнифер Сапа с сайта «Yahoo! Voices» написала, что «Адрианна, пытающаяся поступать правильно, но не выдерживающая под напором обстоятельств, вызывает сочувствие», а «Бренда выглядит куда более хорошей подругой, чем Келли, слишком погружённая в раздумья о своих непростых отношениях с Диланом. Вероятно, это связано с воспоминаниями о школьных годах, когда они вдвоём и Диланом были частью любовного треугольника». Кроме того, Дженнифер также понравилось, что у Дэбби появилась первая крупная сюжетная линия.
Обозреватель сайта «BuzzSugar» отметил, что Навид является одним из любимых персонажей; возможный роман Райана и Бренды кажется «неожиданным и неуместным», а поведение Бренды в этой ситуации — «неподобающем хорошей подруге». Кроме того, у «Навид и Сильвер — то немногочисленное, что поддерживает интерес к шоу».
В обзоре сайта «SideReel» было сказано, что «впервые за пять эпизодов взаимоотношения Бренды и Келли приковывают внимание», когда между ними вновь встаёт Дилан, из-за которого однажды была разрушена их дружба. Также в обзоре было отмечено, что Сильвер «наконец проявила себя как обычный подросток: она доверилась агенту, который пообещал её карьеру модели — разве не об этом мечтают все девчонки?». Сцена с Диксоном, вступившимся за подругу, также стала одной из самых ярких в эпизоде.
Лорен Эттавей с сайта «StarPulse»: «Я была так взволнована в сцене звонка Дилана — мне не было никакого дела до того, что Дилан так и не появился на экране, главное — он сначала позвонил Бренде, а не Келли». Также автор отметила, что «канал The CW имеет обыкновение монтировать проморолики, которые гораздо интереснее самих эпизодов шоу», так как надежды на «кошачьи драки» между Келли и Брендой, Энни и Адрианной таковыми и остались. Кроме того, Наоми «вносила в этот эпизод больше всего реализма».